# Матч усіх зірок НХЛ
Ма́тч усі́х зіро́к НХЛ — проводиться щорічно, починаючи з 1947 року. Раніше, як правило, зі збірною зірок зустрічалися володарі Кубку Стенлі. З 1969 року у подібних матчках брали участь збірні Східного та Західного дивізіонів, а з 1975 по 1993 збірна групи Кларенса Кемпбела грала з збірною групи Принца Уельського. Починаючи з 1994 року, у зв'язку з переорганізацією ліги, матчі проводилися вже серед команд Східної та Західної конференцій. У 1998 році ліга ухвалила рішення про проведення матчів між збірними Північної Америки та Всього іншого світу. Такий поділ існував до 2002 року, коли НХЛ повернулася до старої системи — Схід та Захід.
Матч усіх зірок за більш ніж 60 років своєї історії не проводився 7 разів. У 1979 та 1987 через проведення матчів з радянськими клубами, у 1995, 2005 та 2013 через локаут, а у 2006 та 2014 роках через зайнятість гравців на Олімпійських іграх. Найкращим бомбардиром матчів всіх зірок є Вейн Грецкі, на рахунку якого 25 очок за 18 зіграних матчів. Маріо Лем'є зіграв 10 матчів, проте має у своєму активі на два пункти менше.

## Бомбардири
| Гравець     | Очок (гол-пас) | Ігор зіграно |
| ----------- | -------------- | ------------ |
| Вейн Грецкі | 25 (13-12)     | 18           |
| Маріо Лем'є | 23 (13-10)     | 10           |
| Джо Сакік   | 22 (6-16)      | 12           |
| Марк Месьє  | 20 (6-14)      | 15           |
| Горді Хоу   | 19 (10-9)      | 23           |